# María Luisa Bergaz Conesa
María Luisa Bergaz Conesa (n. 17 septembrie 1947, Xeraco⁠(d), Comunitatea Valenciană, Spania) este un om politic spaniol, membru al Parlamentului European în perioada 1999-2004 din partea Spaniei.
1. ↑  Deputații în Parlamentul European